# Galium nakaii
Galium nakaii là một loài thực vật có hoa trong họ Thiến thảo. Loài này được Kudô mô tả khoa học đầu tiên năm 1933.